# Rafael Kazior
Rafael Kazior (Gliwice, 1983. február 7. –) német-lengyel származású labdarúgó, aki jelenleg a Werder Bremen II játékosa.